# Essards
Les Essards foi uma comuna francesa na região administrativa do Centro, no departamento Indre-et-Loire. Estendia-se por uma área de 4,14 km². Em 2010 a comuna tinha 155 habitantes (densidade: 37,4 hab./km²).
Em 1 de janeiro de 2017, passou a formar parte da comuna de Langeais.